# Schlagwitz (Waldenburg)
Schlagwitz ist ein Ortsteil der Stadt Waldenburg im Landkreis Zwickau (Freistaat Sachsen) an der Grenze zu Thüringen. Der Ort wurde am 1. Juli 1950 nach Dürrenuhlsdorf eingemeindet, mit dem er am 1. Januar 1999 zur Stadt Waldenburg kam.

## Geografie

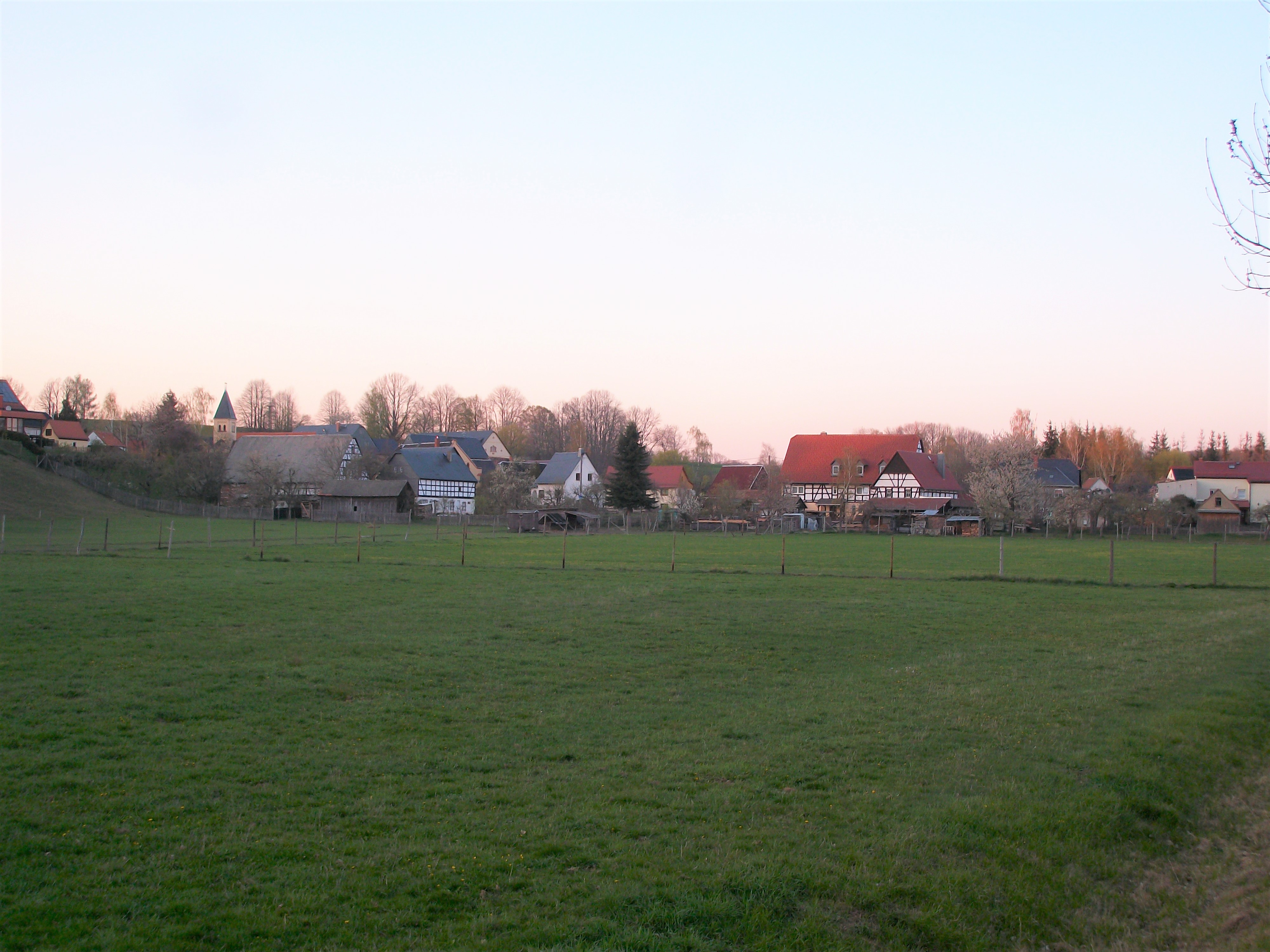
Blick auf Schlagwitz

### Geografische Lage
Schlagwitz liegt im nordöstlichen Stadtgebiet von Waldenburg an der Grenze zum östlichsten Ort des Freistaats Thüringen im Altenburger Land. Der durch den Ort fließende Bach entwässert in die Zwickauer Mulde.

### Nachbarorte
| Franken  | Wolperndorf                                 |                      |
| Schwaben | Kompassrose, die auf Nachbargemeinden zeigt | Wolkenburg/Mulde     |
|          | Niederwinkel                                | Uhlsdorf, Herrnsdorf |

## Geschichte

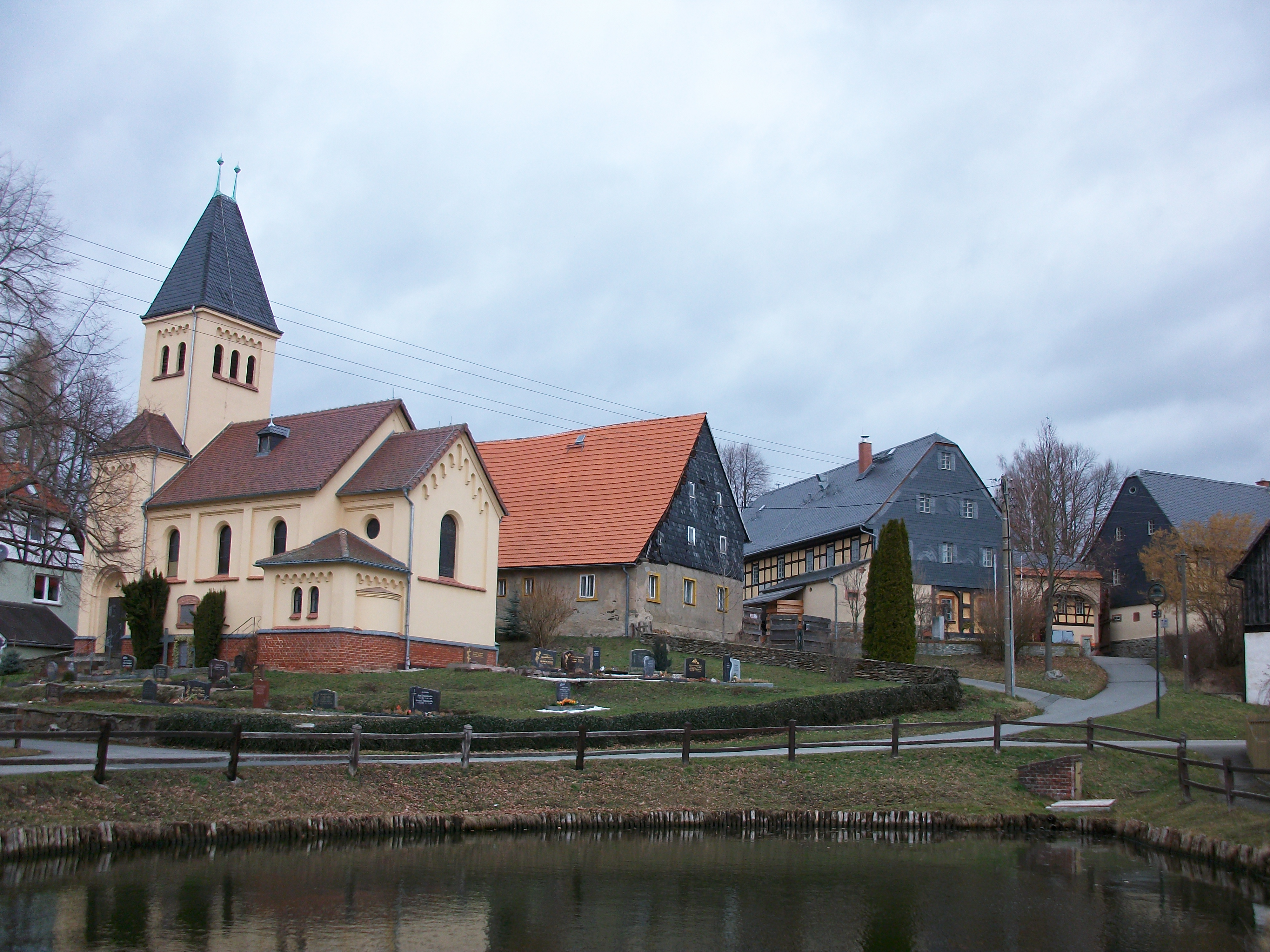
Schlagwitz, Kirche und Denkmalhof

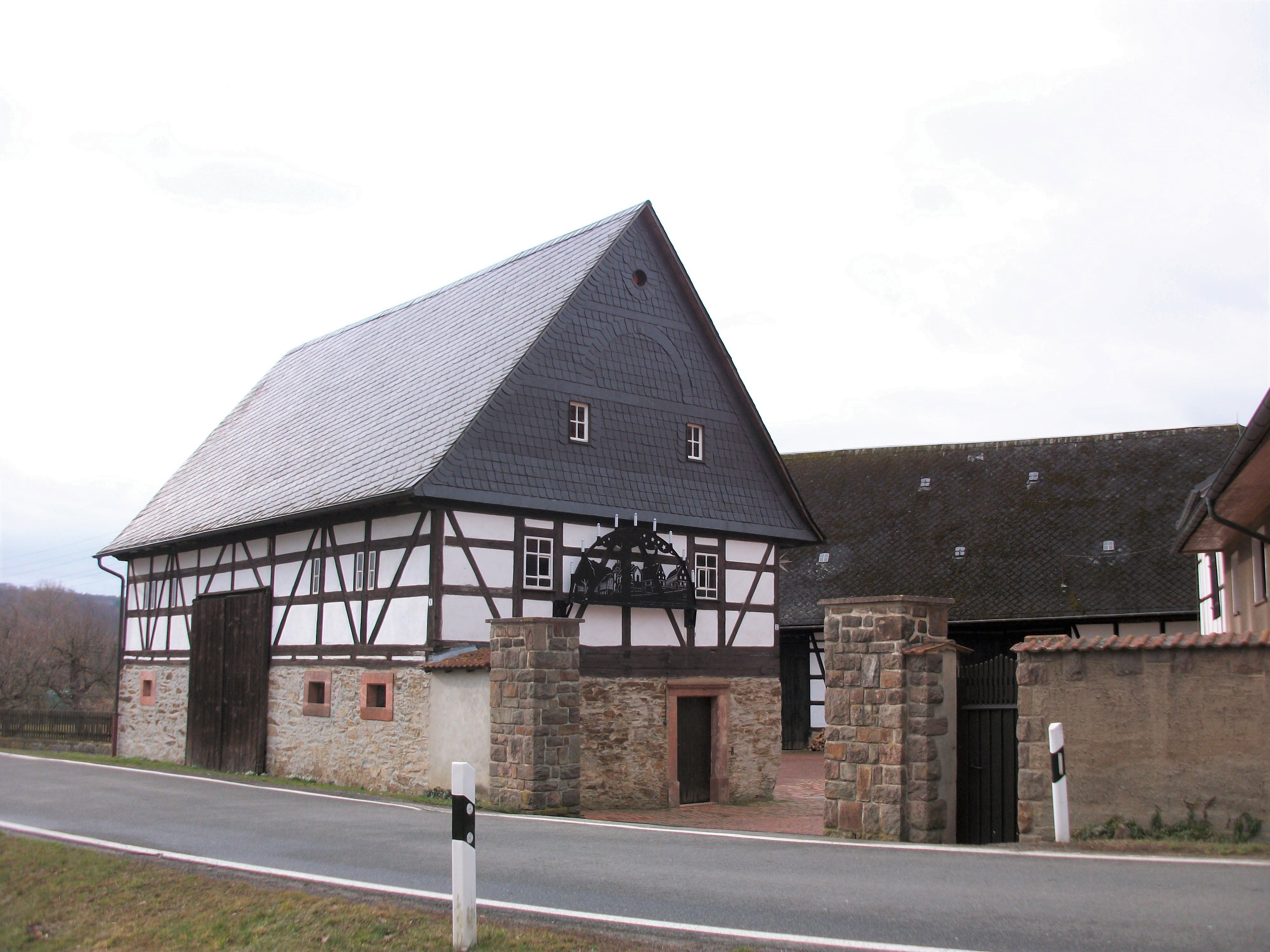
Fachwerkhaus in Schlagwitz

Der Ort geht auf einen slawischen Rundling zurück, der später von deutschen Siedlern als Reihendorf weiter vergrößert wurde. Für das Jahr 1498 ist die Bezeichnung „Schlaguwitz“ belegt. Bis zum 15. Jahrhundert war Schlagwitz nach kirchlichen Quellen der „Herren- oder Rittersitz“ einer Familie „Mergenthal“ gewesen. 1492 wurde der Ort von Hans von Mergenthal an Götz von Ende auf Wolkenburg verkauft. Somit gehörte Schlagwitz bis ins 19. Jahrhundert bezüglich der Grundherrschaft zum Rittergut Wolkenburg. Dieses wiederum gehörte zur kursächsischen Herrschaft Wolkenburg, welche als Enklave in den Schönburgischen Herrschaften zum kursächsischen bzw. königlich-sächsischen Amt Borna gehörte. Schlagwitz kam als Teil der Herrschaft Wolkenburg im Jahr 1851 an das königlich-sächsische Gericht Limbach und im Jahr 1856 zum Gerichtsamt Penig, das im Jahr 1875 in der Amtshauptmannschaft Rochlitz aufging. Um 1800 wurde in einer Grube auf Schlawitzer Flur, die zum Wolkenburger Revier gehörte, Bergbau betrieben.
Die Kirche von Schlagwitz war bis 1929 Pfarrkirche, mit Ausnahme der Zeit als Filialkirche von Wolkenburg (1580 bis 1614). Seit 1929/36 gehörte das Schlagwitzer Gotteshaus als Filialkirche zu Ziegelheim, bis es 2001 zur Kirchgemeinde Franken-Schlagwitz im Kirchspiel Waldenburg kam.
Am 1. Juli 1950 wurde Schlagwitz nach Dürrenuhlsdorf eingemeindet, wodurch der Ort vom Landkreis Rochlitz in den Landkreis Glauchau umgegliedert wurde. Durch die zweite Kreisreform in der DDR kam Schlagwitz als Ortsteil der Gemeinde Dürrenuhlsdorf im Jahr 1952 zum Kreis Glauchau im Bezirk Chemnitz (1953 in Bezirk Karl-Marx-Stadt umbenannt), der ab 1990 als sächsischer Landkreis Glauchau weitergeführt wurde und 1994 im Landkreis Chemnitzer Land bzw. 2008 im Landkreis Zwickau aufging. Mit der Eingemeindung der Gemeinde Dürrenuhlsdorf wurde Schlagwitz am 1. Januar 1999 ein Ortsteil der Stadt Waldenburg.